# Walter Byron (hockey sur glace)
Pour l'acteur britannique, voir Walter Byron.
Jacob Walter Byron (né le 2 septembre 1894 à Winnipeg, dans la province du Manitoba au Canada — mort le 22 décembre 1971 à Winnipeg) est un joueur canadien de hockey sur glace qui évoluait au poste de gardien de but.

## Carrière
Byron, qui évolue encore en intermédiaire, est appelé pour jouer le deuxième match de la saison 1914-1915 des Falcons de Winnipeg, le 1er janvier 1915 ; il joue alors son premier et unique match de la saison avec l'équipe senior, aidant les siens à remporter le match contre Portage la Prairie sur le score de 4-3. Il remporte avec les Falcons la Coupe Allan en 1920. Cette victoire lui permet avec son équipe de participer au premier tournoi de hockey sur glace olympique, les canadiens décidant d'envoyer l'équipe vainqueur de la Coupe Allan pour représenter leur pays plutôt qu'une sélection des meilleurs joueurs. Le Canada y remporte la première médaille d'or olympique de l'histoire du hockey sur glace et Byron n'encaisse qu'un seul but lors de la compétition.

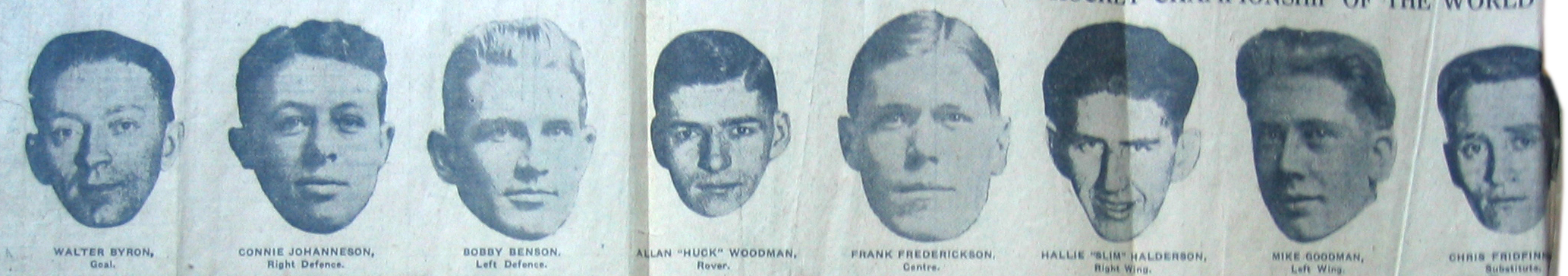
L'équipe des Falcons de Winnipeg, médaille d'or olympique en 1920.
De gauche à droite : Byron - Johannesson - Benson - Woodman - Fredrickson - Halderson - Goodman - Fridfinnson

## Honneurs et récompenses
- 1920 : Coupe Allan
- 1920 : Médaille d'or aux Jeux olympiques

### Falcons de Winnipeg
Sources issues du site www.winnipegfalcons.com écrit par Brian Johannesson, fils de Konrad Johannesson